# E.T. the Extra-Terrestrial
E.T. the Extra-Terrestrial – książka mówiona oraz ścieżka dźwiękowa autorstwa Michaela Jacksona, dotycząca filmu Stevena Spielberga z roku 1982 pod tym samym tytułem, wydana w listopadzie 1982 przez wytwórnię MCA Records oraz wyprodukowana przez znanego amerykańskiego kompozytora - Quincy’ego Jonesa.

## Lista utworów
LP
| 1. | "Someone In the Dark" (wersja otwierająca) (Alan Bergman/Marilyn Bergman) | 4:58  |
|    |                                                                           |       |
| 2. | "Landing"                                                                 | 3:24  |
|    |                                                                           |       |
| 3. | "Discovery"                                                               | 11:32 |
|    |                                                                           |       |
| 4. | "Home"                                                                    | 6:09  |
|    |                                                                           |       |
| 5. | "Intrusion"                                                               | 5:23  |
|    |                                                                           |       |
| 6. | "Chase"                                                                   | 3:18  |
|    |                                                                           |       |
| 7. | "Good-Bye"                                                                | 2:25  |
|    |                                                                           |       |
| 8. | "Someone In the Dark" (wersja zamykająca)                                 | 3:04  |
|    |                                                                           |       |
|    |                                                                           | 40:13 |
|    |                                                                           |       |
MC
1. "Someone In the Dark" (wersja otwierająca)
2. "Three Million Light Years From Home"
3. "E.T. Talks"
4. "E.T. Phone Home"
5. "We're Losing Him"
6. "Escape And Departure"
7. Someone In The Dark" (wersja zamykająca)

## Notowania
| Notowanie (1983) | Szczytowa pozycja |
| ---------------- | ----------------- |
| UK Albums Chart  | 82                |